# Алексіс Герман
Алексіс Маргарет Герман (англ. Alexis Margaret Herman; 16 липня 1947 — 25 квітня 2025) — американська політична діячка, член Демократичної партії, міністр праці США з 1997 по 2001 рік.

## Біографія
Отримала ступінь бакалавра соціології в Університеті Ксав'є в Новому Орлеані.
З 1977 по 1981 рік очолювала Бюро у справах жінок.
1993—1997 — директор Управління по зв'язках з громадськістю.
2001—2006 — голова робочої групи по персоналу компанії Coca-Cola.
Герман входила до складу Консультативної ради Toyota за різноманітністю.